# 弗拉西隆戈
弗拉西隆戈（義大利語：Frassilongo），是意大利特伦托自治省的一个市镇。总面积16平方公里，人口329人，人口密度20.6人/平方公里（2009年）。ISTAT代码为022090。